# Tătărăni (okręg Vaslui)
Tătărăni – wieś w Rumunii, w okręgu Vaslui, w gminie Tătărăni. W 2011 roku liczyła 581 mieszkańców.